# Frutto proibito (film)
Frutto proibito (The Major and the Minor) è un film del 1942 diretto da Billy Wilder.

## Trama
Susan Kathleen è una giovane massaggiatrice che, dopo l'ennesimo tentativo di conquista da parte di un cliente, decide di lasciare New York e tornare al suo paese d'origine. Tuttavia, giunta alla stazione si accorge che le tariffe sono aumentate e che con il poco denaro che le resta, può permettersi solo un biglietto ridotto per bambini fino ai 12 anni di età. Decisa a lasciare New York si traveste da bambina ma, salita sul treno attira i sospetti del conduttore che la sorprende a fumare.
Susan si rifugia, allora, nel compartimento di un militare, Philip Kirby (un maggiore, sia di grado che d'età, da cui il Major del titolo originale), che vedendola sola decide di prenderla in custodia e tenerla con sé nella sua cabina. Ben presto il sentimento del maggiore sfocia in amore ma, a causa del travestimento, non può dichiararsi (dal momento che per lui Susan è ancora una minorenne, da cui Minor). Solo dopo una serie di equivoci i due riusciranno a sposarsi.

## Riconoscimenti
Nel 1942 il National Board of Review of Motion Pictures lo inserì nella lista dei migliori dieci film dell'anno.

## Remake
Nel 1955 fu realizzato un remake del film, intitolato Il nipote picchiatello, diretto da Norman Taurog ed interpretato da Jerry Lewis (nel ruolo che in Frutto proibito è assegnato a Ginger Rogers) e Dean Martin.